# Limonest
Limonest es una comuna francesa situada en la Metrópoli de Lyon, de la región de Auvernia-Ródano-Alpes. Pertenece a la aglomeración urbana de Lyon.

## Geografía
Está ubicada en las afueras (banlieue en francés) noroeste de Lyon.

## Demografía
| 1 492 | 1 751 | 1 941 | 2 131 | 2 459 | 2 733 | 3 010 | 3 409 | 3 664 |
| Para los censos de 1962 a 1999 la población legal corresponde a la población sin duplicidades (Fuente: INSEE [Consultar]) |       |       |       |       |       |       |       |       |

## Ayuntamiento
El consejo municipal está formado por 27 concejales, elegidos por sufragio universal cada seis años. Desde 1979, el alcalde es Max Vincent.